# Ralph Santolla
Ralph Santolla (Charlotte, Carolina del Norte; 8 de diciembre de 1966-Tampa, Florida; 6 de junio de 2018) fue un guitarrista de heavy metal italo-estadounidense. Tocó en muchas bandas a lo largo de su carrera, como Deicide, Eyewitness, Death (con quienes nunca grabó un álbum, pero sí participó en numerosas giras con ellos en 1993 y apareció en el video de la canción «The Philosopher»), Millennium, Iced Earth y la banda Sebastian Bach. El 3 de junio de 2007 se anunció que Santolla reemplazaría a Allen West en Obituary para el próximo álbum de estos, titulado "Xecutioner's Return". Ralph se sentía muy orgulloso de sus raíces italianas y tocó guitarras Jackson e Ibanez con la bandera de Italia pintada en ellas. Últimamente tocaba una guitarra Jackson. Estaba asociado con ESP Guitars, Dean Guitars y otras más. Ralph también utilizaba amplificadores Randall. Cayó en coma el 29 de mayo de 2018, consecuencia de un ataque cardíaco. El 5 de junio de 2018 se había anunciado que iban a desconectar a Santolla, pero no dijeron específicamente cuando, y luego aparecieron noticias confusas diciendo que había muerto ese mismo día; esto fue desmentido por el bajista de Obituary, Terry Butler, indicando, para no causar tantas confusiones, desde su cuenta personal de Facebook que aún no había muerto, sino que lo iban a desconectar al día siguiente (6 de junio),.

## Biografía
En 2006 ocurrió un incidente con Deicide en Laredo, Texas, cuando uno de sus conciertos se estaba saliendo de control; Santolla fue arrestado por haber, presuntamente, lanzado una lata de Red Bull a un policía después de que la banda fuera forzada a parar de tocar. Santolla ávidamente proclamó su inocencia y afirmó que las denuncias fueron puestas en por mayor por el departamento de policía de Laredo, lo cual fue corroborado por muchos testigos que presenciaron el incidente. Los cargos nunca se presentaron, y de hecho el fiscal de Webb County, Texas, confirmó y certificó que el asunto no iba a ser tramitado por falta de pruebas.
Tocó en la gira europea de Vital Remains en 2006.
Santolla era católico, lo cual causó controversia entre los fanes de Deicide, muchos de los cuales tienen ideas anticristianas y son conscientes de las creencias satanistas de Glen Benton. Muchos se sorprendieron de que Benton permitiese a Santolla unirse a la banda, debido a su frecuente crítica de la religión (por parte del primero). Sin embargo, Ralph dijo que él "no va a pretender ser una persona oscura y maligna, solo para que la gente piense que "es un verdadero metalero" y también declaró que él respeta a Benton, a pesar de las diferencias en su religión y creencias, y que no teme a ser fiel a sí mismo y sus ideas.

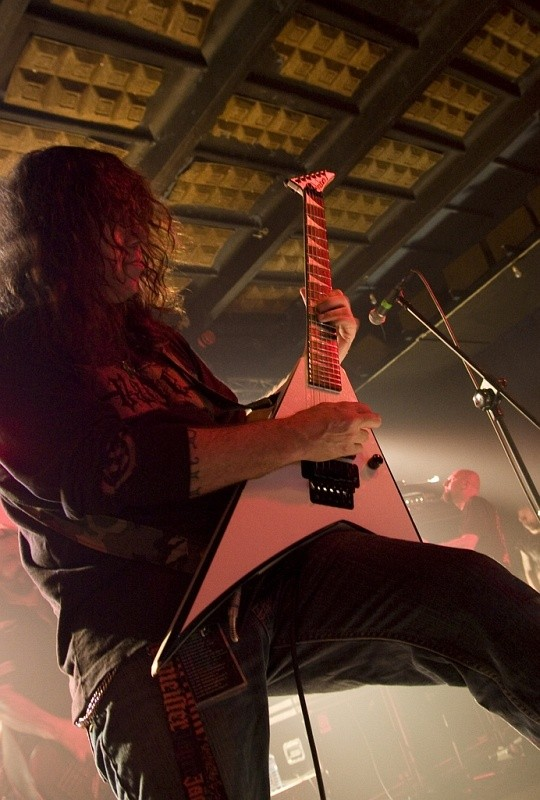
Ralph Santolla en vivo con Deicide, 2009

Fue frecuentemente interrogado acerca de que si iniciaría su propia banda con Steve DiGiorgio y Gene Hoglan, ambos exintegrantes de la banda Death. Se encontraba trabajando en un álbum instrumental para su proyecto en solitario, titulado Requiem for Hope. Sería su segundo álbum en solitario; el primero fue Shaolin Monks in the Temple of Metal. El 24 de marzo de 2007 se anunció que Santolla salió de Deicide. Las razones no son conocidas en su totalidad, pero muchos creen que recibió numerosas amenazas de muerte a causa de sus creencias religiosas, aunque todo eso fue desmentido más adelante por Glen Benton. Recientemente, Santolla declaró que su salida de Deicide fue más una "cuestión de negocios" que una cuestión religiosa, ya que, según el, quería llegar más allá de Earache Records cuando se lanzara el álbum. Steve Asheim dijo recientemente que Ralph dejó la banda debido a que no podía salir de gira constantemente. 
Pero en 2007, Santolla se unió permanentemente a Obituary para lanzar el álbum Xecutioner's Return y después el Left To Die EP, reemplazando a Allen West después de que fuera encarcelado hasta 2008. Se ha dicho que Santolla permanecería con Obituary aún después de la liberación y retorno de West a la banda.
Santolla era también instructor de guitarra, en los alrededores de Tampa. Entre sus estudiantes se encontraban el guitarrista de Nocturnus Mike Davis, y John Li, de Order Of Ennead.

### Muerte
El 31 de mayo de 2018 se informó que Santolla había sufrido un ataque cardíaco y había caído en coma. Fue internado en el St. Joseph's Hospital en Tampa, Florida.
El lunes 4 de junio de 2018 se reveló que se le quitaría el soporte vital debido a que no habían esperanzas de recuperación. Santolla fue desconectado y falleció el 6 de junio de 2018. Tenía 51 años.

## Discografía

### Con Millenium
- Millenium (1997)
- Angelfire (1999)
- Hourglass (2000)
- The Best of... and More - Compilation (2004)
- Jericho (2004)

### ConIced Earth
- The Glorious Burden (2004)

### ConDeicide
- The Stench of Redemption (2006)
- Till Death Do Us Part (2008)
- To Hell With God (2011)

### ConObituary
- Xecutioner's Return (2007)
- Left to Die (EP) (2008)
- Darkest Day (2009)

### En solitario
- Shaolin Monks in the Temple of Metal (2002)
- Requiem for Hope (2007)